# Île Kônubutr
L’île Kônubutr est un îlot de Nouvelle-Calédonie appartenant administrativement à Île des Pins.